# Licence to Kill (Lied)
Licence to Kill ist ein im Mai 1989 veröffentlichtes Lied von Gladys Knight und Titelsong des Films James Bond 007 – Lizenz zum Töten. Der von Jeffrey Cohen, Narada Michael Walden und Walter Afanasieff geschriebene Song war vor allem in europäischen Ländern ein Charterfolg.

## Aufnahme und Veröffentlichung
Das im Frühjahr 1989 in den Tarpan Studios im kalifornischen San Rafael eingesungene Lied wurde am 30. Mai 1989 veröffentlicht. Dies geschah zwei Wochen vor der Premiere von James Bond 007 – Lizenz zum Töten am 13. Juni 1989. Neben den auch als Produzenten verantwortlichen Narada Michael Walden und Walter Afanasieff waren an der Aufnahme des Songs unter anderem auch Michael Kamen (für die orchestrale Begleitung) und Ren Klyce (zuständig für Fairlight CMI) beteiligt. Die B-Seite der von Gladys Knight veröffentlichten Single enthielt das Lied Pam.

## Charterfolge
Licence to Kill war nach seiner Veröffentlichung vor allem in Europa erfolgreich. In Deutschland erreichte das Lied den dritten Platz der Charts, in der Schweiz sogar Platz zwei. In Schweden wurde der Song zu einem Nummer-eins-Hit, während er in Großbritannien auf Rang 6 kam. In den Billboard Hot 100 konnte sich Licence to Kill als Kontrast zum Erfolg in Europa jedoch nicht platzieren, sondern erreichte lediglich in den ebenfalls vom US-Magazin Billboard erstellten Adult-Contemporary-Charts Platz 18.